# チア部
チア部は、日本の女性踊り手グループで、足太ぺんたを中心に結成された6人組ユニットである。
主にニコニコ動画やYouTubeを中心に活動し、明るく元気なパフォーマンスと一体感のあるチア風のダンスで注目を集めていた。

## 概要
「チア部」は、踊ってみた界隈で人気の足太ぺんたが発起人となり、ダンスを通じて観る人に元気や笑顔を届けることをコンセプトに結成された。メンバーは、それぞれソロでも活躍する実力派の踊り手で構成され、個性豊かな表現とチームワークが魅力である。
グループ名の通り、衣装や振付にはチアリーディングをモチーフにした要素が多く取り入れられており、観客を応援するというテーマが一貫している。YouTubeやライブイベントなどを通じて活動を展開し、明るいエネルギーに満ちたパフォーマンスでファンを魅了している。
2021年4月と2023年10月には「チア部ふぉーすわんまん」と題した単独イベントを開催。オリジナル衣装や振付を用いたパフォーマンスが披露され、観客との一体感を重視した演出で話題となった。

## メンバー
| 名前       | 生年月日       | 血液型 | 身長  | 出身地 | 備考           |
| ---------- | -------------- | ------ | ----- | ------ | -------------- |
| 足太ぺんた | 1995年11月3日  | -      | -     | 愛知県 | リーダー       |
| いとくとら | 1989年8月28日  | A型    | -     | 山口県 | メンバー最年長 |
| 本条万里子 | 1995年4月28日  | A型    | 165cm | -      |                |
| やっこ     | 1995年9月28日  | B型    | 158cm | 群馬県 |                |
| りりあん   | 1995年9月18日  | -      | 160cm | -      |                |
| わた       | 1994年11月30日 | -      | 155cm | 愛知県 |                |